# Хорхе Майфуд
Хорхе Майфуд (нар. 1969) — уругвайський письменник.

## Життєпис
Народився в Такуарембо (Уругвай). Отримав професійний ступінь з архітектури в 1996 в Республіканському університеті в Монтевідео і навчався в «Escuela Nacional de Bellas Artes». Багато подорожував, щоб зібрати матеріали, що згодом стали частиною його романів та нарисів, і був професором у двох вишах: «Universidad Hispanoamericana» в Коста-Риці та в «Escuela Técnica del Uruguay», де він викладав мистецтво та математику.
У 2003 Хорхе Майфуд вступив до Університету штату Джорджія, де здобув ступінь магістра і доктора філософії. на кафедрі романських мов. Він є членом наукового комітету з вивчення Араукарії в Іспанії, Товариства честі «Phi Kappa Phi» та дійсним членом американського ПЕН-клубу.
Майфуд викладав в Університеті Джорджії і був професором Університету Лінкольна в Пенсільванії. Нині він є професором Джексонвільського університету.
Доктор Майфуд отримав багато наукових нагород, включаючи нагороду «Відмінник дослідницьких робіт» у галузі гуманітарних наук та літератури (2006), премію «Будинку Америк» 2001, фіналіст премії імені Хуана Рульфо (2011) та премію факультету «За досконалість у галузі освіти та професійної діяльності» Джексонвільського університету (2013). Його романи та есе вивчаються в різних університетах Європи, США та Латинської Америки.
«Він є одним з найважливіших письменників нового покоління латиноамериканських інтелектуалів».
У 2012 читачі американського журналу Foreign Policy (нині — «EsGlobal in Spanish») визнали Майфуда «Найвпливовішим інтелектуалом Латинської Америки». Він читав публічні лекції у багатьох університетах та на освітньо-культурних заходах по всьому світу.

## Праці
Серед його публікацій:
- Hacia qué patrias del silencio / memorias de un desaparecido (роман, 1996)
- Crítica de la pasión pura (нариси, 1998)
- La Reina de América (роман, 2001)
- El tiempo que me tocó vivir (нариси, 2004)
- La narración de lo invisible / Significados ideológicos de América Latina (нариси, 2006)
- Perdona nuestros pecados (новели, 2007)
- La Ciudad de la Luna (роман, 2009)  [Архівовано 5 червня 2013 у Wayback Machine.]
- Crisis[en](роман, 2012)[11][12]
- Cyborgs (нариси, 2012)[13]
- El eterno retorno de Quetzalcoátl, 2012.
- Cuentos, аудіокнига, 2014
- Cine político latinoamericano, нариси, 2014
- Herrmenéutica, нариси, 2014
- El pasado siempre vuelve, новели, 2014
- Algo salió mal, новели, 2015
- El mar estaba sereno, роман, 2017
- США. ¿Confía Dios en nosotros?, нариси, 2017[14]
- Neomedievalism. Reflections on the Post-Enlightenment Era, нариси, 2018[15]
- Tequila, роман, 2018
- El mismo fuego, роман, 2019
- Perros sí, negros no, нариси, 2020[16]
- Silicona 5.0, роман, 2020

### Співавтор / редактор
- 2020, Crónicas del coronavirus (Editorial Irreverentes) ISBN 978-8417481490
- 2020, Diccionario de autobiografías intelectuales (Universidad Nacional de Lanus) ISBN 978-987-4937-54-4
- 2019, Unwanted People (University of Valencia Press, PUV) by Aviva Chomsky. ISBN 978-84-9134-456-8
- 2018, Cinco entrevistas a Noam Chomsky (Le Monde Diplomatique / Editorial Aun Creemos en los Sueños) by Michel Foucault, Ignacio Ramonet, Daniel Mermet, Jorge Majfud y Federico Kukso. ISBN 978-956-340-126-4
- 2018, «Vsa teža zakona» (Zgodbe iz Urugvaja. Antologija sodobne urugvajske kratke proze/Anthology of contemporary Uruguayan short prose). Translated by Yuri Kunaver. ISBN 978-961-6970-91-4
- 2017, The Routledge History of Latin American Culture (Edited by Carlos Manuel Salomon) ISBN 978-1138902565 Routledge Histories.
- 2017, Pertenencia. Narradores sudamericanos en Estados Unidos. Antología. (Melanie Márquez Adams, Hemil García Linares, editores). Ars Communis Editorial, Publisher. ISBN 978-0997289039.
- 2016, Ruido Blanco. Antología de cuentos de ciencia ficción uruguaya. (Mónica Marchesky, coordinador) ISBN 9974844347 M Ed.
- 2013, De la indignación a la rebeldía (con Eduardo Galeano, Carlos Taibo y Slavoj Zizek). ISBN 9788415353553. Ediciones Irreverentes.
- 2012. Ilusionistas. , by Noam Chomsky. Edition, translation, and introduction. ISBN 978-84-15353-46-1. Ediciones Irreverentes.
- 2012, Antología de Nueva York. ISBN 978-84-939322-5-1. Ediciones Irreverentes.
- 2012, Antología de ciencia ficción, 2099. ISBN 978-84-15353-38-6. Ediciones Irreverentes.
- 2011, Microantología del Microrrelato III. ISBN 978-84-15353-15-7.
- 2011, Truman, Hiroshima. ISBN 8496959872 (con Eduardo Galeano) Ediciones Irreverentes.
- 2010, El libro del voyeur. ISBN 9788496964716. Ediciones del viento.
- 2010, Microantología del Microrrelato II. ISBN 978-84-96959-76-7.
- 2010, Entre Orientales y Atlantes. Antología de relatos uruguayo-canaria. ISBN 9788415019299. Editorial Baile del Sol.
- 2007, Las palabras pueden. ISBN 9789280641608. (con Ernesto Sábato, Mario Vargas Llosa, José Saramago y otros) United Nations Children's Fund (New York: UNICEF-UN).
- 2008, Los testimonios, de Roque Dalton. ISBN 9788496225763. Baile del Sol.
- 2008, Diccionario alternativo. ISBN 9789507866531. (con Hugo Biagini y Arturo Andrés Roig). Aguilar/Alfaguara.
- 2007, América Latina hacia su segunda independencia. ISBN 9789870406976 (con Hugo Biagini y Arturo Andrés Roig. Aguilar / Alfaguara.
- 1999, Entre siglos/Entre séculos. ISBN 9974663059.

Його оповідання та статті були опубліковані в таких щоденних газетах, журналах, а також газетах, як Ель Паїс (Мадрид), El País and La República  [Архівовано 2 вересня 2011 у Wayback Machine.] (Монтевідео), Courrier International (Парижа)  [Архівовано 27 січня 2021 у Wayback Machine.], «Rebellion, Hispanic Culture Review» Університету Джорджа Мейсона, «Revista de Critica Literaria Latinoamericana» Дартмутського коледжу, «Pegaso» Університету Оклахоми, Техаського державного університету, «Washington University Political Review» (Вашингтон), «Chasqui» Університету штату Аризона, «Hispamerica» Університету штату Меріленд, «United Nations Chronicle», UNICEF, «Araucaria of Spain» та ін. Майфуд був засновником та редактором журналу «SigloXXI — reflexiones sobre nuestro tiempo». Він є дописувачем «El Pais», «La República» (Монтевідео), «La Vanguardia» (Барселона), «Tiempos del Mundo» (Вашингтон), «Monthly Review» (Нью-Йорк), «The Huffington Post», «Milenio» (Мексика), «Jornada» (Ла-Пас), «Panama America», «El Nuevo Herald» (Маямі), Página/12 (Буенос-Айрес), «Cambio16 of Spain», Centro Cervantes (Мадрид), «The Humanist» Американської гуманістичної асоціації, «Radio Uruguay», «Radio Nacional de Argentina» , Radio Exterior de España, Radio Popolare Roma, RT  [Архівовано 19 жовтня 2018 у Wayback Machine.], NTN 24 TV  та багатьох інших щоденних та щотижневих газет. Майфуд є членом Міжнародного наукового комітету журналу «Araucaria»  в Іспанії.
Його нариси та статті перекладено португальською, французькою, англійською, німецькою, італійською, баскською, грецькою та багатьма іншими мовами. Хорхе також є редактором та перекладачем «Ilusionistas», останньої книги Ноама Чомскі іспанською мовою (Мадрид, 2012).
Майфуд опублікував багато книг таких авторів, як Славой Жижек, Едуардо Галеано, Рей Бредбері, Хосе Сарамагу, Маріо Варгас Льйоса, Карлос Фуентес та Ернесто Сабато.
У листопаді 2019 року, після державного перевороту в Болівії, Хорхе Майфуд закликав генерального секретаря OAS Луїса Альмагро подати у відставку. Лист став вірусним і його підтримали мільйони латиноамериканців.

## Нагороди
Майфуд відзначився як учасник і переможець багатьох міжнародних конкурсів, наприклад:
- Премія Casa de las Américas[en] у Гавані, Куба, (2001), за роман «La Reina de América», «оскільки він виділяється як напружений твір про встановлені повноваження з використанням пародії та іронії», згідно з висновком колегії суддів у складі Белена Гопегі (Іспанія), Андреса Рівери (Аргентина), Майри Сантоса Февреса (Пуерто-Рико) та інших.
- Премія за наукові досягнення, Університет штату Джорджія, 2006
- Премія факультету за досконалість у галузі освіти та професійної діяльності, Університет Джексонвіля, 2013.
- 2014 Фіналіст Міжнародної премії латиноамериканських книг[29].
- 2019 Premio Letterario Internazionale Indipendente 2019 Settima edizione Award[30].

## Твори про Хорхе Майфуда
- Ferrer Herrero, Raúl. El otro en Jorge Majfud. Madrid: Ediciones Irreverentes, 2017[31]
- Taiano, Leonor. De un infierno a otro: El migrante latino en Crisis de Jorge Majfud Rio: Universidade do Estado do Rio de Janeiro Press, 2018[32]
- Taiano, Leonor. Finisterre: en el últimolugar del mundo. «Huyendo hacia la paradoja del tío Sam: Consideraciones sobre Crisis de Jorge Majfud» (123—148)[33]
- Gianni, Silvia M. «Identidad de la ausencia», University of Milan. (117—122)[34]